# Chemisch-Technische Dmitri-Mendelejew-Universität von Russland

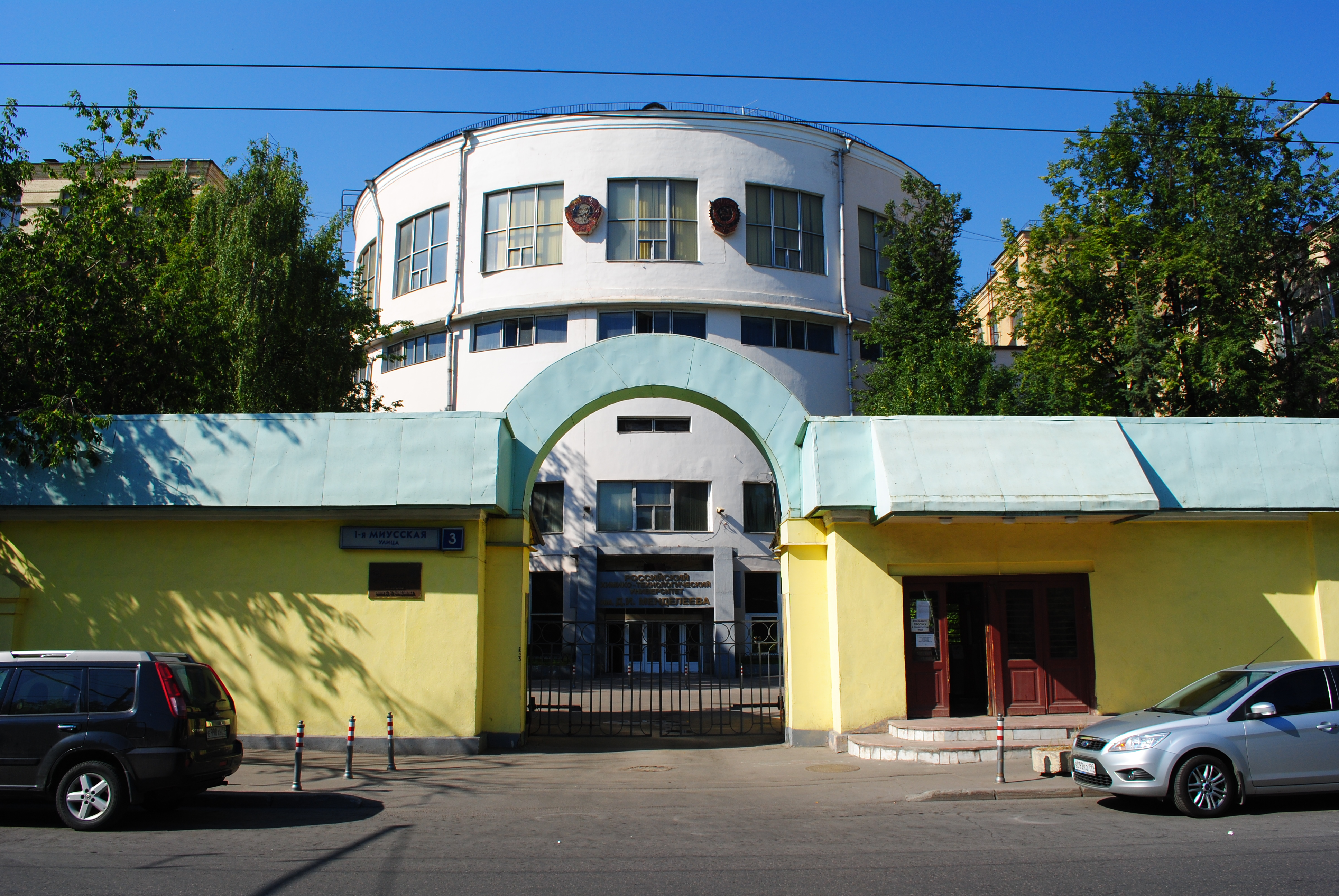
Hauptgebäude der Mendelejew-Universität in Moskau

Die Chemisch-Technische Dmitri-Mendelejew-Universität von Russland (russisch Российский химико-технологический университет имени Д.И. Менделеева) ist eine staatliche Universität in Moskau und Nowomoskowsk. An ihr studieren etwa 10.500 Studenten.

## Geschichte
Die Mendelejew-Universität wurde 1898 als technische Schule gegründet. Zu Zeiten der Sowjetunion besaß sie am Ende den Status eines Chemisch-Technologischen Instituts, was de facto dem Status einer Technischen Hochschule mit Promotionsrecht entsprach. 1992 erfolgte die Änderung bzw. Umbenennung zur Universität.

## Bekannte Alumni
- Waleria Chomjakowa
- Samantha Cristoforetti
- Pjotr Nilowitsch Demitschew
- Günter Gruhn
- Wladimir Petrowitsch Jewtuschenkow
- Dmitri Knorre
- Andrei Nikolajewitsch Kolmogorow
- Walentin Afanassjewitsch Koptjug
- George Abramowitsch Koval
- Waleri Alexejewitsch Legassow
- Oleg Viktorovich Zhelezko[1][2][3]